# Comitato Olimpico di Nauru
Il Comitato Olimpico di Nauru (noto anche come Nauru Olympic Committee in inglese) è un'organizzazione sportiva nauruana, nata nel 1991 a Yaren, Nauru.
Rappresenta questa nazione presso il Comitato Olimpico Internazionale (CIO) dal 1994 ed ha lo scopo di curare l'organizzazione ed il potenziamento dello sport a Nauru e, in particolare, la preparazione degli atleti nauruani, per consentire loro la partecipazione ai Giochi olimpici. L'associazione, inoltre, fa parte dei Comitati Olimpici Nazionali d'Oceania.
L'attuale presidente del comitato è Marcus Stephen, mentre la carica di segretario generale è occupata da Pres-Nimes Ekwona.